# Château et cimetière de Châtenois
Les château et cimetière de Châtenois forment un monument historique situé à Châtenois, dans le département français du Bas-Rhin.

## Localisation
Ces bâtiments sont situés à Châtenois.

## Toponymie
Aux XIVe et XVe siècles :  Kirchof (cimetière) ; Burg (château) ; Sloss des Kirchoves (château du cimetière).

## Histoire
En 1298, l'évêque de Strasbourg possède une forteresse à Châtenois, qui est en fait un cimetière fortifié, le plus grand d'Alsace, entouré d'un fossé.
En 1410, le village, le château et le cimetière sont engagés au compte de la Petite-Pierre. En 1444 et 1445, pendant la Guerre civile entre Armagnacs et Bourguignons, le roi de France Louis XI y installe son quartier général. A leur départ, le site est pillé et détruit. 
En 1473, le cimetière est attaqué par les Bourguignons. En 1593, il résiste aux troupes du margrave de Bade mais cède aux Suédois en 1632 et aux impériaux en 1677.
Ces édifices font l'objet d'une inscription sur l'inventaire supplémentaire des monuments historiques depuis 1993.